# Alfonso Aroca
Alfonso Aroca (1981) es un músico, pianista, compositor, arreglista y profesor español nacido en Mengíbar, Jaén y criado en Córdoba, España.

## Biografía
Se tituló como Profesor Superior de Piano, Solfeo, Teoría de la Música, Transposición y acompañamiento en el Conservatorio Superior de Música de Córdoba, ciudad donde también se gradúa como Maestro en Educación Musical. Finalizados sus estudios clásicos, se traslada a Barcelona con una beca para el Taller de Musics (con los músicos Jordi Rossi, Eduardo Tancredi y Juan Ramón Caro, entre otros) y centra su estudio en la Música Moderna y en estilos de Jazz, Flamenco y música latina y afroamericana.
En 2015 publica su primer disco, “Orilla del Mundo”, que es nominado a los XVI Premios “Flamenco Hoy” de la Crítica Nacional de Flamenco.
 
En tan sólo un año cosecha grandes éxitos en México, Costa Rica, Francia y España, siendo galardonado en 2016 con el “Filón Flamenco”, el Primer Premio de Instrumentista Flamenco en el prestigioso Festival Internacional de Cante de las Minas de La Unión.
Alfonso Aroca es una de las nuevas referencias del Piano Flamenco y lo es, no solo por su heterogénea formación, su amplio bagaje, su versatilidad o su inquietud investigadora, sino también por el compromiso con la tradición y la pasión interpretativa, contribuyendo significativamente a la consolidación del piano dentro del flamenco universal.

## Carrera musical
Alfonso Aroca posee una triple formación: clásica, moderna (jazz) y de tradición oral (flamenco). 
Desde hace más de quince años investiga el Flamenco y el Piano y ha colaborado con multitud artistas, entre ellos, Montse Cortés, Martirio, Dulce Pontes, Vanesa Martín, Rozalén, Silvia Pérez Cruz, El Negri, Luís Pastor, Raimundo Amador, Josemi Carmona, Chambao, Daniel Casares, Chicuelo, Rosario La Tremendita, Javier Latorre, José Antonio Rodríguez, etc.
Comenzó su carrera musical actuando en las más importantes salas, teatros y tablaos de Cataluña: Sala Apolo, Jamboree, Tarantos, Luz de Gas, Teatro Llantiol, Jazz Sí Club, La Antilla, Habana Barcelona, Harlem Jazz Club, La Casa Elizalde, Jazz Cava de Vic y la Nova Jazz Cava de Terrasa. 
También en múltiples festivales nacionales e internacionales, como el Festival de Cultura del Raval, Mataró de l´Espectacle en el Mercat de les Flors, Festival de Música Creativa y Jazz Voll Dam Barcelona, Festival Sambeando de Córdoba, Festival Flamenco De Cajón de Barcelona, Festival de Jazz de Cádiz, Festival Internacional de Músicas del Mundo Etnosur, Festival Internacional de La Ruta de la Seda en Siria, Veranos de la Villa (Madrid), la Bienal de Flamenco de Sevilla, Festival de La Guitarra de Córdoba, Festival Flamenco Internacional de Tánger, Festival Jazz au Chellah, La Noche Blanca del Flamenco de Córdoba en todas sus ediciones, etc.
En 2008 vuelve al sur y comienza su etapa más creativa. Lidera proyectos de música soul, funk y músicas del mundo, aunque es en el flamenco donde encuentra su forma de expresión más personal y donde desarrolle su investigación hasta la actualidad. Es especialista en acompañamiento al cante y al baile flamenco, obteniendo el Primer Premio en el XVI Certamen Nacional de Coreografía de Danza Española y Flamenco, con la compañía de Guadalupe Torres.
Ha actuado en múltiples cadenas de televisión nacionales y numerosas giras internacionales avalan su trayectoria: Polonia, Marruecos, Siria, Argentina, Francia, Mozambique, México, EE. UU., Holanda, Costa Rica, etc.
Algunos de sus últimos proyectos son:
2011-2014  Es director musical y pianista de las giras Casi Boleros, Sonidos Blancos y Diez años sin playback de Juan Valderrama.
2013  Es cofundador de la Compañía Flamenca de Córdoba, estrenando el espectáculo Ensayo Flamenco en el Festival Internacional de Música, Teatro y Danza de Priego de Córdoba.
2013  Participa con Alejandro Sanz abriendo su Gira Española 2013  “La Música no se toca”.
2014  Estreno de Patio de Lucía –Homenaje a Paco de Lucía– en la VII Noche Blanca del Flamenco de Córdoba.
2015  Publica Orilla del Mundo, su primer trabajo discográfico (ver www.alfonsoaroca.com), con exitosa presentación en México.
2015  Estreno en España de Orilla del Mundo el 9 de abril en el Teatro Góngora de Córdoba, con lleno absoluto y rotundo éxito.
2015  Orilla del Mundo es nominado a los XVI Premios “Flamenco Hoy” de la Crítica Nacional de Flamenco
2016  Gira Orilla del Mundo por Costa Rica y México con excelente acogida.
2016  Es seleccionado por la SGAE para “Flamenco Eñe”, la 1º Muestra Internacional de programadores de flamenco, recibiendo innumerables elogios internacionales.
2016  Obtiene el Primer Premio (“Filón Flamenco”) como Instrumentista Flamenco en el 56.º Festival Internacional de Cante de las Minas de la Unión. Ver: https://www.youtube.com/watch?v=Mqqun0CMGZg
2016	 Presenta Orilla del Mundo en el Festival Flamenco de Toulouse, Francia.
2017	Presenta Orilla del Mundo en VI Flamenco Biennale de Holanda.
2017	Presenta Orilla del Mundo en Chicago Flamenco Festival y en New York Flamenco Festival.
2017	Presenta Orilla del Mundo en Festival Off de Jerez.
2017	Presenta Orilla del Mundo en Teatro Central de Sevilla, dentro del ciclo Flamenco Viene del Sur
2017	Presenta Orilla del Mundo en el Festival Grec de Barcelona en Jamboree Jazz Club.
2017	Presenta Orilla del Mundo en 7th Delhi International Jazz Festival (India)
2018	Presenta Orilla del Mundo en Festival Danza espagnola e Flamenco Roma (Italia)
2018	Presenta Orilla del Mundo en Bi Flamenko - International Flamenco Biennial Ljubljana (Slovenia)
2018	Presenta Orilla del Mundo en Festival Wonderfeel (Holanda)
2018	Presenta Orilla del Mundo en Encuentro Internacional de Música y Arte WIM (What Is Music) en Ciudad de Frías, Burgos (España).
2018	Presenta Orilla del Mundo en Festival Internacional de Jazz Saint Jazz Cap Ferrat (Francia)

## Discografía
- 2015: Orilla del Mundo.

## Premios
- 2016: Primer Premio “Filón Flamenco” como Instrumentista Flamenco en el 56.º Festival Internacional de Cante de las Minas de la Unión. Ver: https://www.youtube.com/watch?v=Mqqun0CMGZg